# Henry Fok
Henry Fok Ying-Tung (霍英東 em chinês tradicional; Huò Yīngdōng em pinyin) (Hong Kong, 21 de novembro de 1922 - Pequim, 28 de outubro de 2006), anteriormente chamado de Fok Koon Tai (霍官泰) foi um empresário e magnata de Hong Kong, na República Popular da China. Ele tinha raízes ancestrais em Lianxi, Panyu, que posteriormente fora incorporada à Guangzhou, em Guangdong. Foi em três ocasiões vice-presidente do Comitê Nacional da Conferência Consultiva Política do Povo Chinês (CPPCC), órgão assessor do Congresso Nacional Popular, e presidente da Câmara Geral do Comércio da China, em Hong Kong.

## Biografia
Henry Fok foi também presidente da Associação de Futebol de Hong Kong, da Real Estate Developers Association of Hong Kong, da Henry Fok Estates Ltd e da Yau Wing Co. de Hong Kong.
Órfão de pai (falecido em um acidente de barco quando Fok tinha apenas sete anos), conseguiu entrar no Queen's College, em Hong Kong, mas não foi capaz de terminar seus estudos devido à invasão japonesa em 1937. Ele trabalhou durante esse tempo tentando ajudar sua família.
Após a guerra, ele se tornou um empresário bem sucedido. As áreas de atuação de suas empresas incluíam restaurantes, imobiliárias, casinos e petróleo. Durante a Guerra da Coreia, fez sua primeira fortuna colaborando com fornecimento de armas (contrabando) para a Coreia do Norte, na década de 1950, contornando um embargo de armas da Organização das Nações Unidas.
Em 1961/1962, Henry Fok fundou a Sociedade de Turismo e Diversões de Macau, juntamente com Stanley Ho, Ip Hon (ou Yip Hon) e Terry Ip Tak Lei. De 1962 a 2001, esta companhia foi detentor do monopólio do sector do jogo em Macau, incluindo os seus lucrativos casinos.
Em 1993, antes de que Honk Kong fosse reintegrada à República Popular da China, foi nomeado pela governo chinês vice-presidente da CPPCC. Posteriormente, Fok negou vigorosamente que praticava o tráfico de armas, mas admitiu ter violado sanções por contrabando de aço e borracha, bem como outros itens 
Seus negócios e vínculos com o governo do país e com o Partido Comunista da China fizeram com que ganhasse o apelido de "O Padrinho". Em 2006, a revista Forbes o colocou na 181ª posição na lista dos homens mais ricos do mundo, com mais 3,7 bilhões de dólares.